# Siedem Granatów
Die Siedem Granatów (slowakisch Sedem Granátov, deutsch: Sieben Granaten) sind ein Bergmassiv in der Hohen Tatra mit einer Maximalhöhe von 1915 m n.p.m. an der polnisch-slowakischen Grenze.

## Lage und Umgebung
Unterhalb des Gipfels liegen die Täler Fischseetal im Westen (Polen) und Bielovodská dolina im Osten (Slowakei).
Nachbargipfel ist die Froschkopf (Żabia Czuba) im Süden, die von ihm durch den Bergpass Żabi Przechód Białczański getrennt werden. Nach Norden hin fällt der Hang ins Tal Bialkatal herab. Die Siedem Granatów sind der nördlichste Gipfel des Bergkamms Froschgrat (Żabia Grań).
Auf der polnischen Seite gibt es mehrere Höhlen, u. a. die Wielka Żabia Szpara und Dziura w Żabiem.

## Etymologie
Der Name Siedem Granatów/Sedem Granátov lässt sich als Sieben Granaten oder Sieben Grenadiere übersetzen. 

## Tourismus
Die Siedem Granatów liegen auf keinem markierten Wanderweg. Sie sind jedoch für Kletterer mit einer Genehmigung der Verwaltung eines der Nationalparks zugänglich. Als Ausgangspunkt für eine Besteigung eignen sich die Schutzhütten Schronisko PTTK nad Morskim Okiem und Schronisko PTTK w Dolinie Roztoki.

## Belege
- Zofia Radwańska-Paryska, Witold Henryk Paryski, Wielka encyklopedia tatrzańska, Poronin, Wyd. Górskie, 2004, ISBN 83-7104-009-1.
- Tatry Wysokie słowackie i polskie. Mapa turystyczna 1:25.000, Warszawa, 2005/06, Polkart, ISBN 83-87873-26-8.